# アントン・ウルリッヒ公爵美術館
アントン・ウルリッヒ公爵美術館（アントン・ウルリッヒこうしゃくびじゅつかん、Herzog Anton Ulrich-Museum）は、ニーダーザクセン州ブラウンシュヴァイクにある美術館である。日本ではヘルツォーク・アントン・ウルリッヒ美術館、アントン・ウルリッヒ博物館と呼ばれることもある。

## 沿革
1754年創設の、ヨーロッパでも最も歴史のある美術館のひとつ。ブラウンシュヴァイク＝ヴォルフェンビュッテル公アントン・ウルリヒのコレクションが元となっている。

## コレクション
フェルメールの『女と二人の紳士』で知られているが、他にもルーカス・クラナッハ、ハンス・ホルバイン、アンソニー・ヴァン・ダイク、ピーテル・パウル・ルーベンス、レンブラント等を所蔵している。他にも彫刻や陶器のコレクションも豊富である。

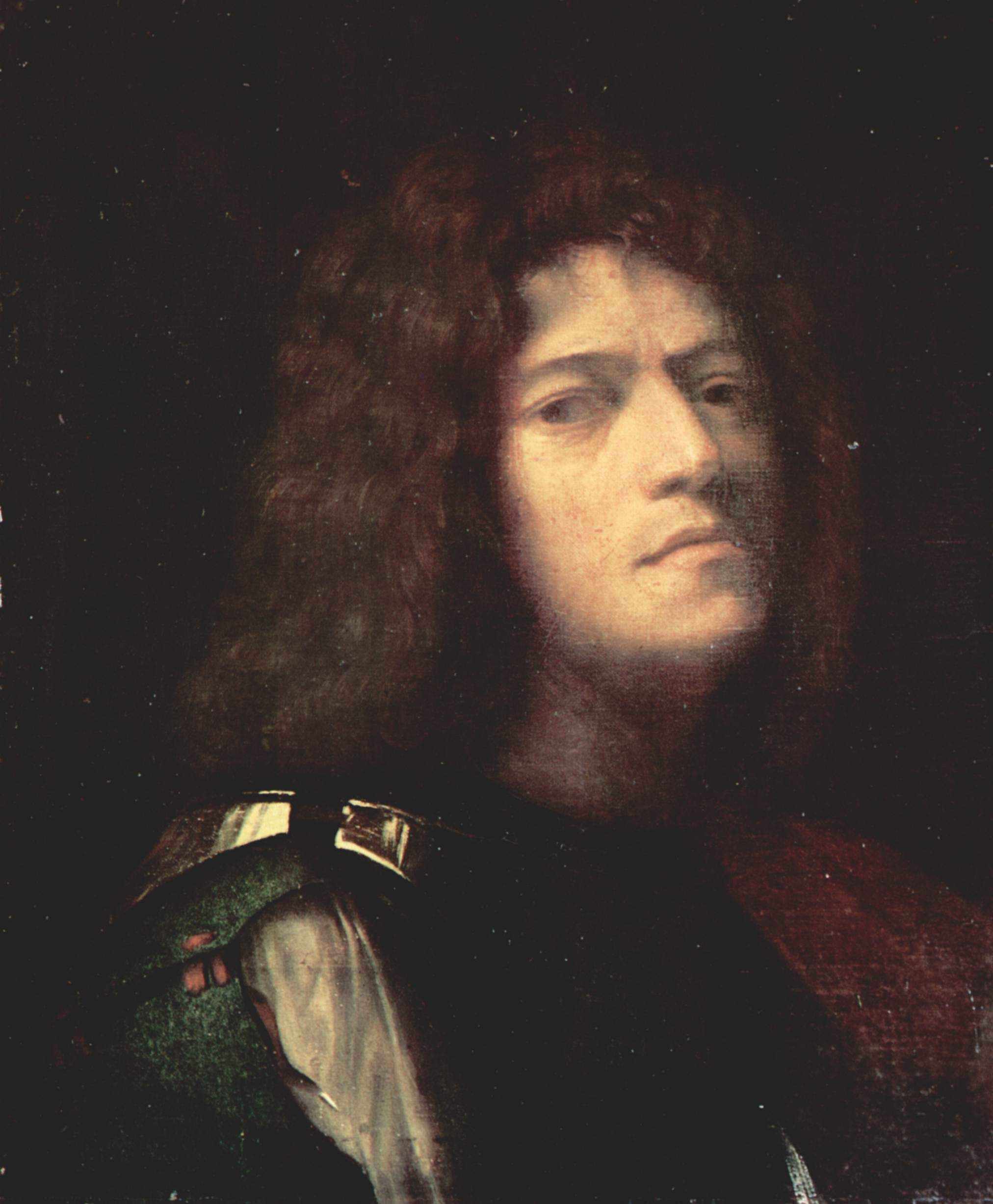
『ダヴィデとしての自画像』 ジョルジョーネ, 1509-1510年頃
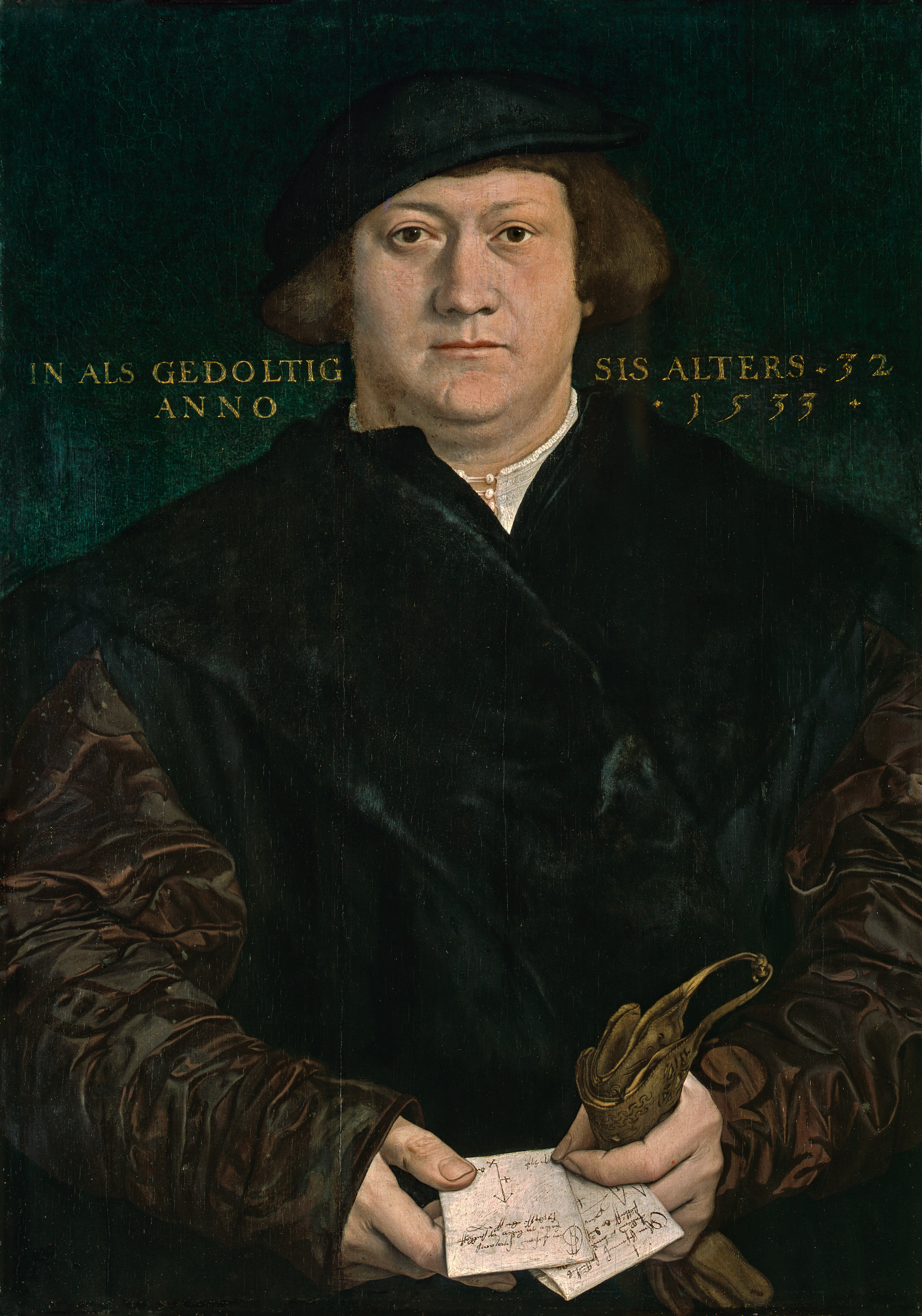
Portrait of Cyriacus Kale ハンス・ホルバイン, 1533年
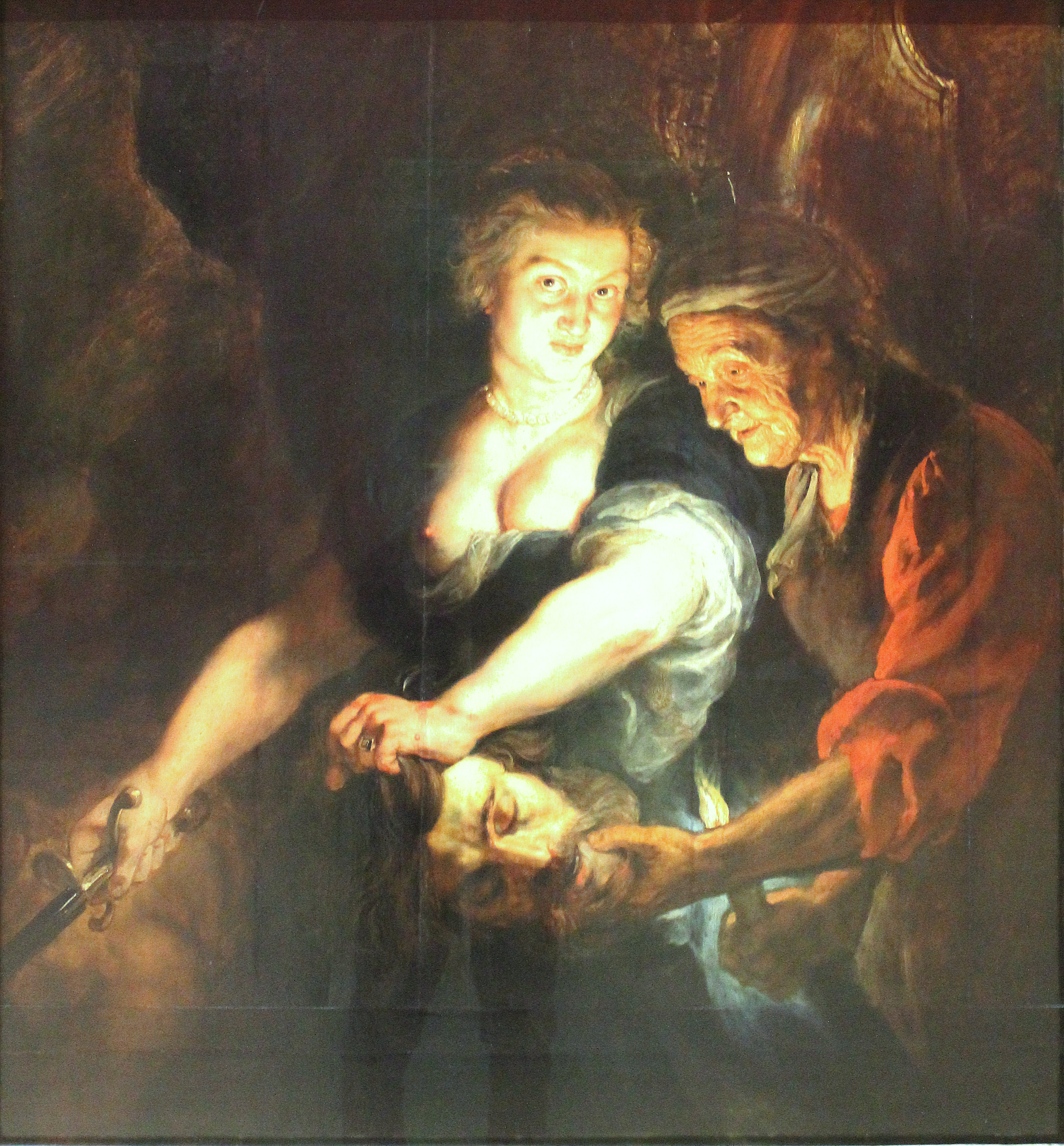
『ホロフェルネスの首を持つユディト』 ピーテル・パウル・ルーベンス, 1616年頃
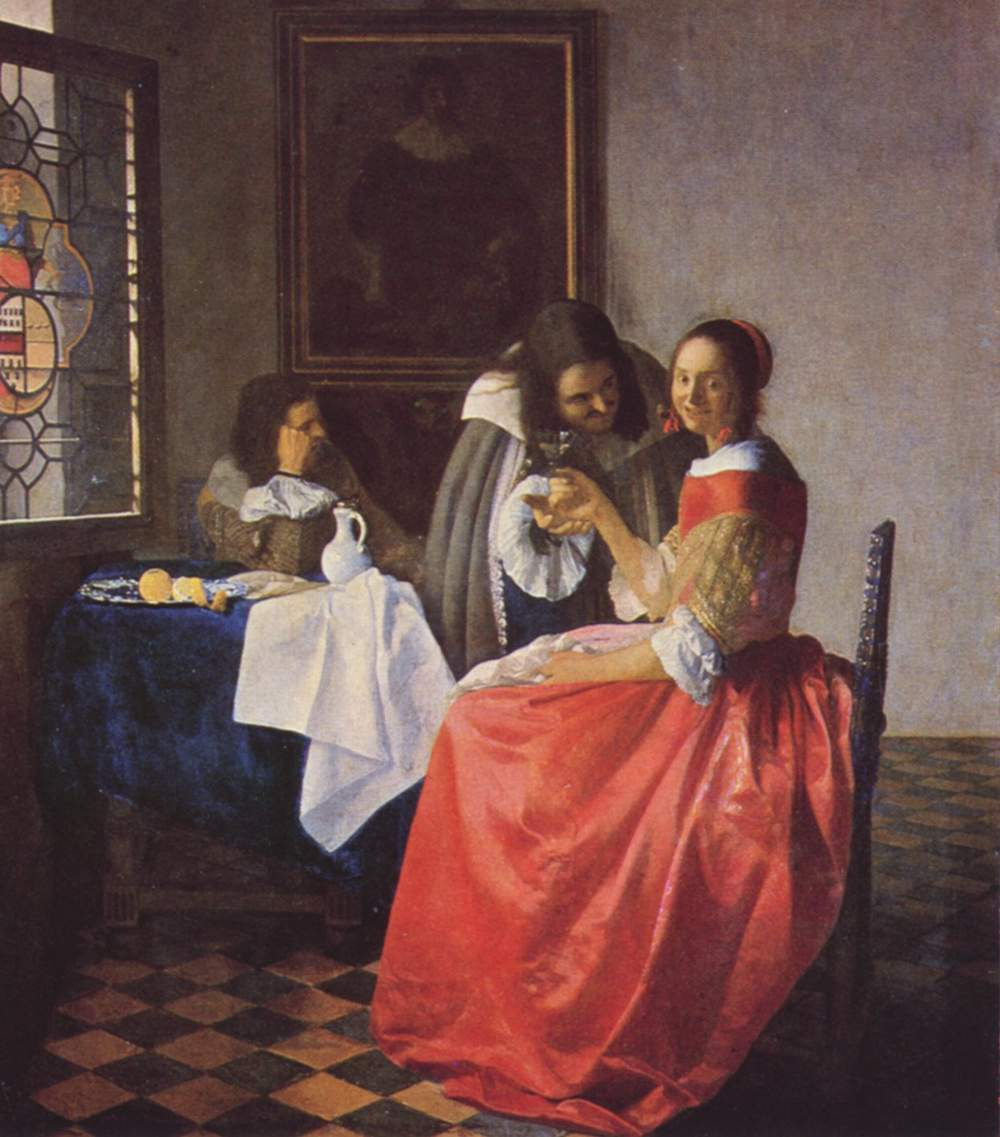
『女と二人の紳士』 フェルメール, 1659年頃
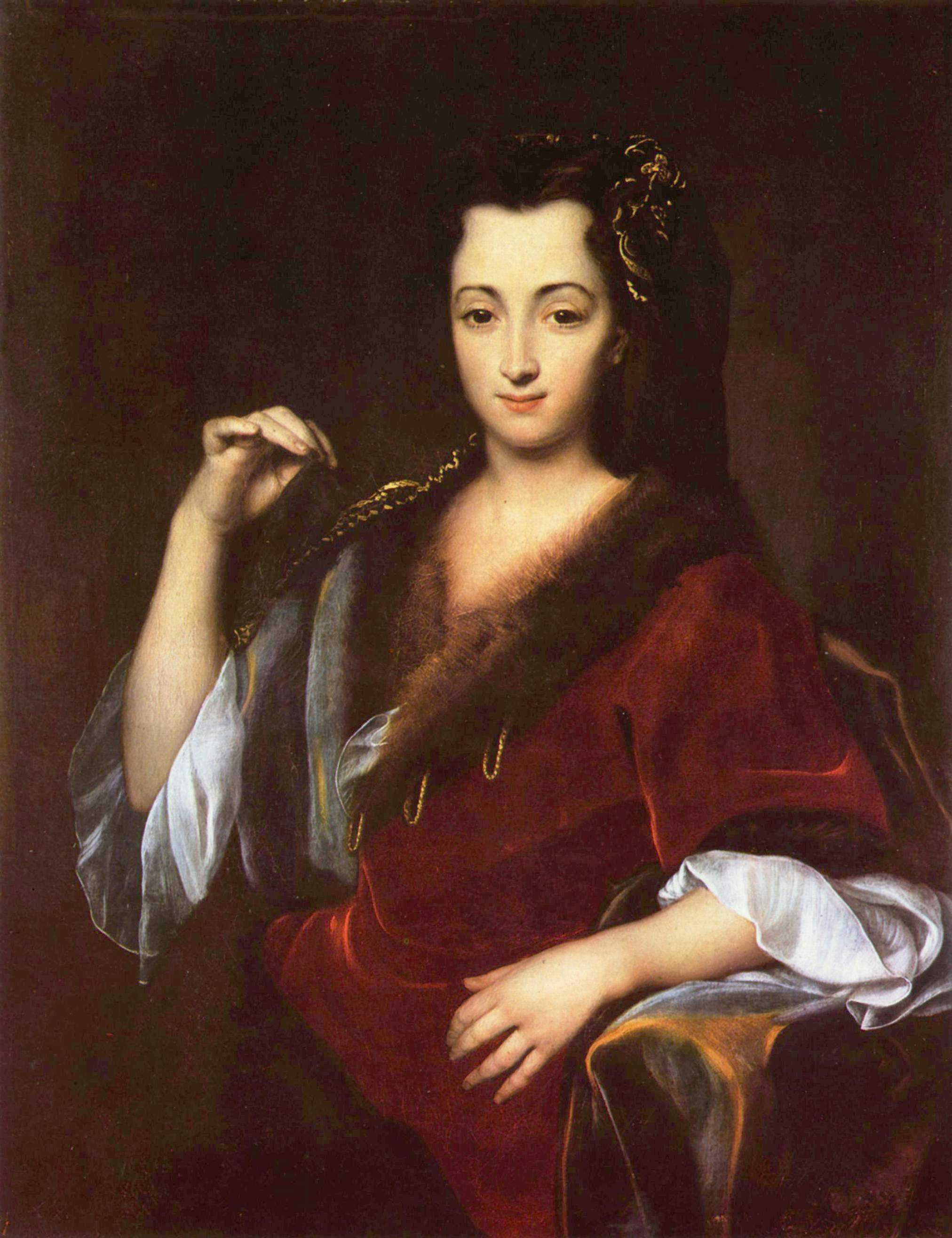
Portrait of a Young Woman ヤン・クペツキー, 1710年頃

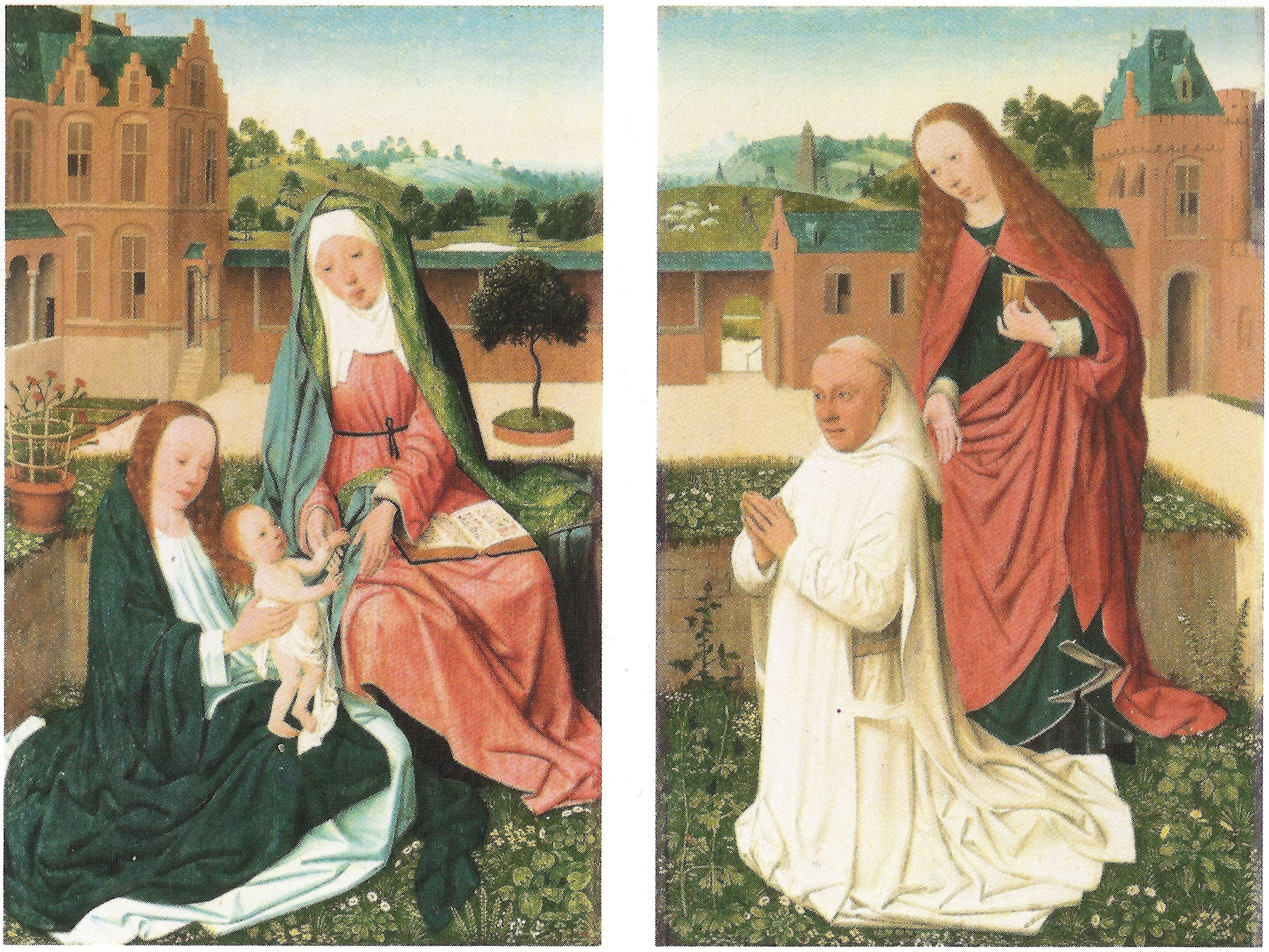
Brunswick Diptych, Master of the Brunswick Diptych, 1490年頃
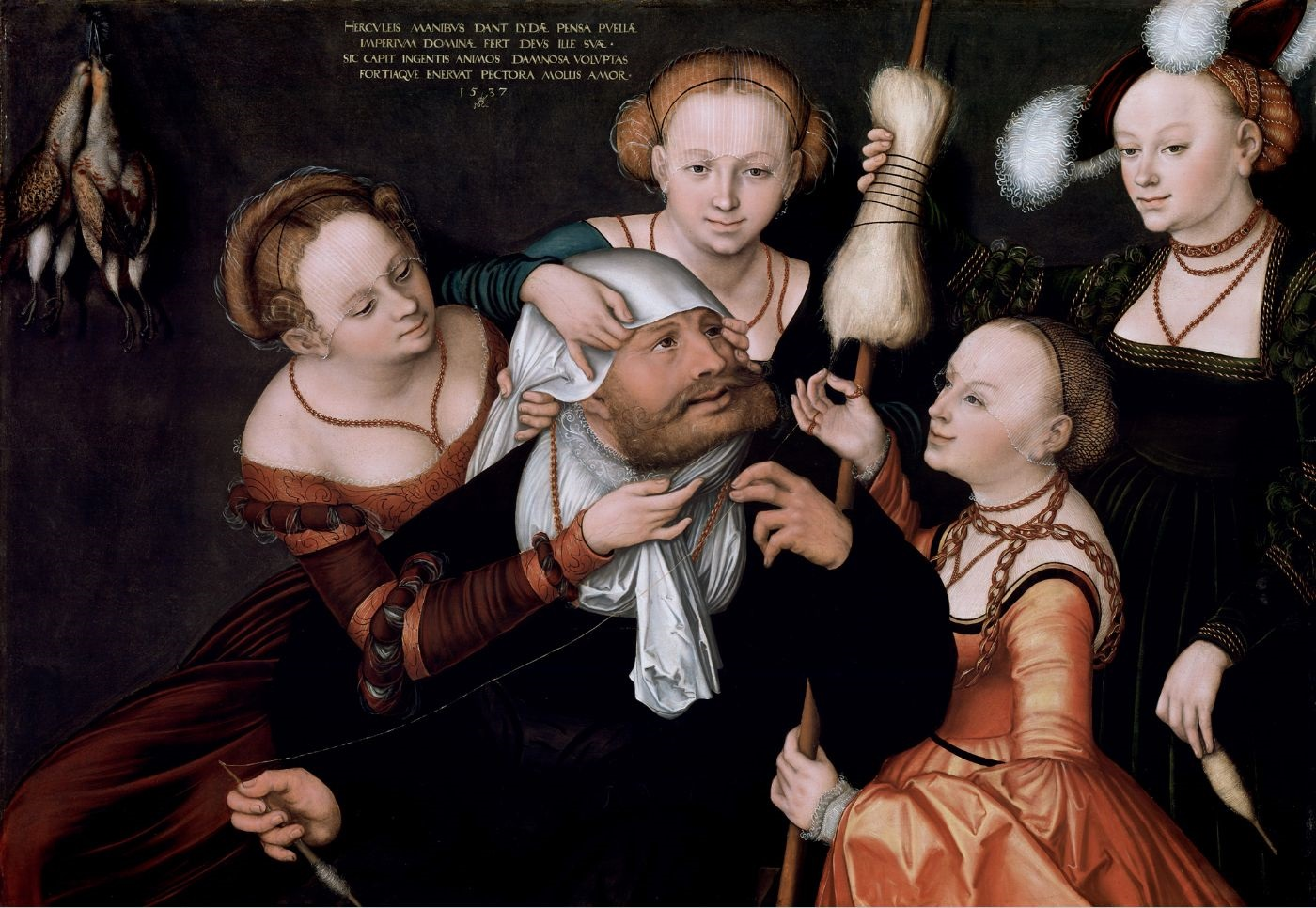
Hercules and Omphale ルーカス・クラナッハ, 1537年
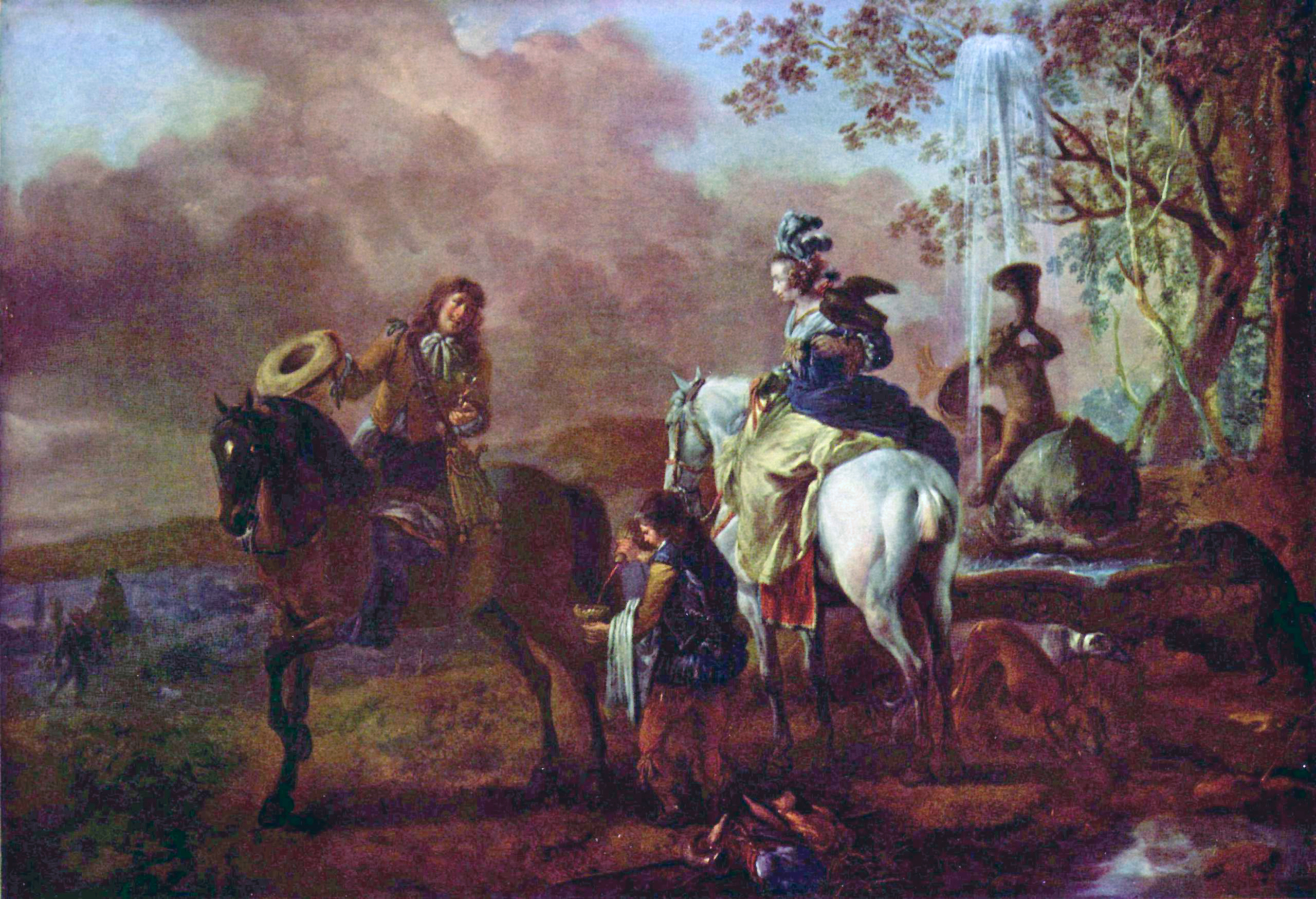
Rest on the Falconry フィリップス・ワウウェルマン, 17世紀
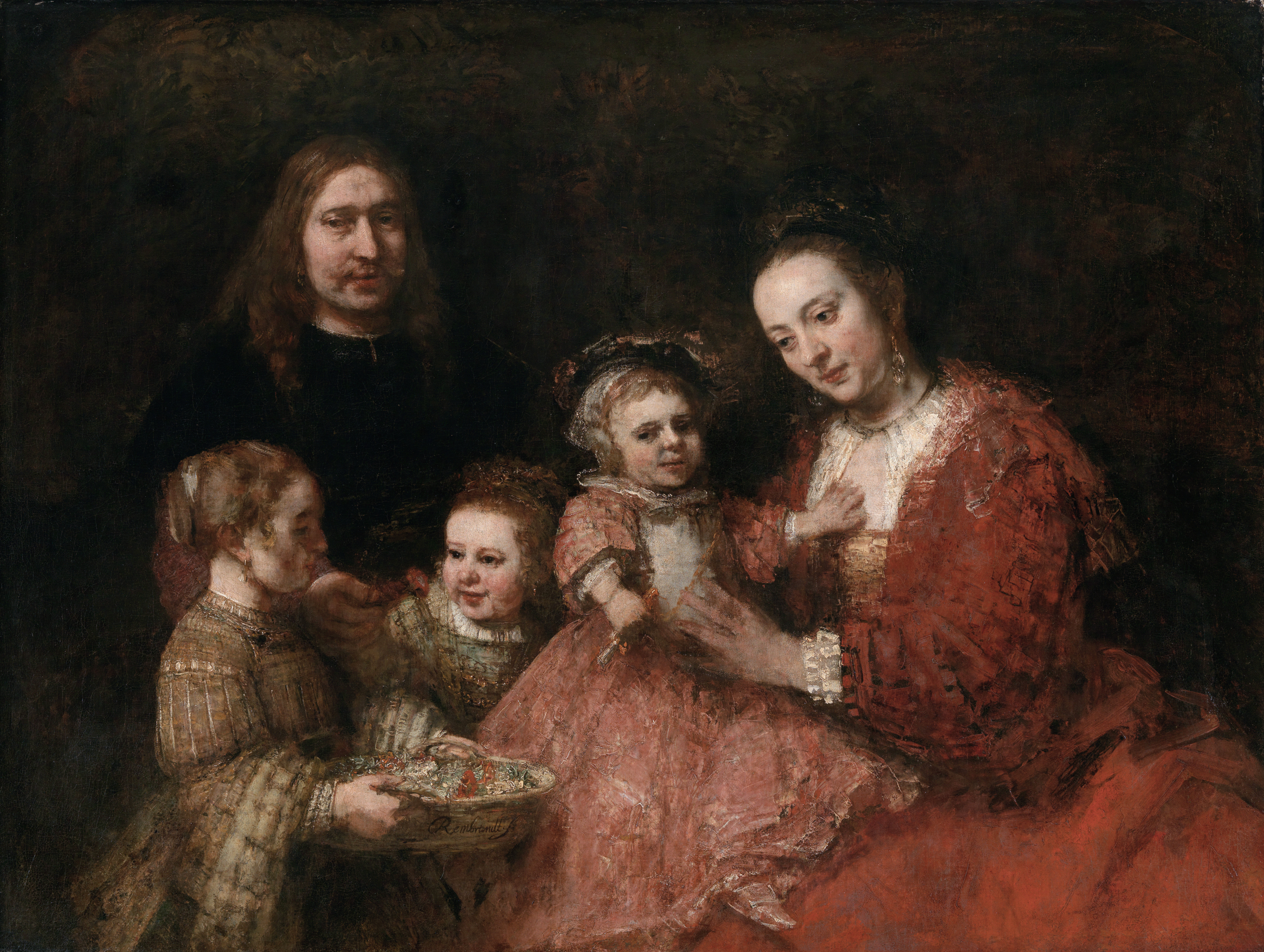
Portrait of a Family レンブラント, 1668年-1669年